# SN 2001fe
SN 2001fe – supernowa typu Ia odkryta 2 listopada 2001 roku w galaktyce UGC 5129. W momencie odkrycia miała maksymalną jasność 16,00m.